# أحمد مظهر العظمة
أحمد مظهر بك العظمة (26 أبريل 1909م - 27 ديسمبر 1982م / 6 ربيع الآخر 1327 هـ- 12 ربيع الأول 1403 هـ)، كاتب وشاعر وسياسي سوري.
ولد بدمشق وانتسب إلى معهد الحقوق العربي ومدرسة الأدب العليا وتخرج بها. تأثرت ثقافته بالأدب الفرنسي وبرحلاته إلى الشرق والغرب. درّس بالعراق، ثم في بلاده، ثم صار نائبًا في مجلس النواب. ثم عيّن وزيرًا للزراعة فأحدث فكرة الجمعيات التعاونية. ترأس تحرير مجلة جمعية التمدّن الإسلامي وأشرف عليها نحوًا من نصف قرن. اهتم بالخط الكوفي والزخرفة. وكان حسن الصوت وخطيبًا مجيدًا. له ديوانا شعر دعوة المجد ونفحات وله خواطر في الأدب ودراسة نصوصه ونقدها والعديد من مؤلفات ومحاضرات وخطب وأحاديث مذاعة من محطة الإذاعة السورية نشرت في كتاب حديث الثلاثاء وله دراسات عن التربية الإسلامية، والثقافة العربية، مع تفسير أجزاء من القرآن. مرض بمرض باركنسون في آخر حياته، وتوفي في حي المالكي في دمشق. 

## سيرته
ولد أحمد مظهر بن أحمد العظمة في حي سوق ساروجا بدمشق في 26 أبريل 1909 / 6 ربيع الآخر 1327 ونشأ بها وهو أحد أبناء آل العظمة الدمشقية. بدأ تعليمه بحفظ القرآن، وحصل على البكالوريا من قسم الفلسفة عام 1932، ثم تخرج في كلية الحقوق بدمشق، وفي مدرسة الآداب العليا بكلية الآداب عام 1935.

مارس المحاماة في دمشق مدة يسيرة، ثم عمل مدرسًا في العراق للغة العربية حيث درّس في مدينة أربيل، ثم في حلب من 1941 حتى 1947. تنقل بين عدة وظائف إدارية وعُيّن رئيسًا لمكتب تفتيش الدولة، ثم عُيّن وزيراً للزراعة في 1962، ثم عاد بعد استقالة الوزارة إلى رئاسة مكتب تفتيش الدولة حتى تقاعده عام 1969.

عُيّن عضوًا ثم رئيسًا لجمعية التمدن الإسلامي، وكان أيضًا عضوًا في المجمع العلمي لحوض البحر المتوسط في بالرمو، وعضو المجمع الإسلامي الدولي للعلوم والآداب في بولونيا.

مرض بمرض باركنسون في آخر حياته، وتوفي في حي المالكي في دمشق في 27 ديسمبر 1982/ 12 ربيع الأول 1403.

## شعره
ذكره عبد العزيز البابطين في معجمه وقال «شعره مرآة نفسه الواعية، المطمئنة، الخاشعة. المحور الأخلاقي يوجه صوره وتجاربه التي تأتي كتسبيح ودعاء، أو تتشكل في قصص رمزية لتقريب المعاني والأفكار. أما شعره الوطني فإنه هتاف وإشادة بكل جوانب الحياة في الوطن، وحث على إعلاء مجده والعمل لرفعته. أسلوبه تراثي ولغته قريبة، وخياله لا يذهب بعيداً في رسم المشاهد أو تشكيل المواقف، أو تلوين الصور.»

## مؤلفاته
- دعوة المجد، ديوان شعر، 1948م
- نفحات، ديوان شعر، 1972م
- خواطر في الأدب ودراسة نصوصه ونقدها
- تفسير أجزاء القرآن الكريم
- من إعجاز القرآن الكريم
- الإسلام ونهضة الأندلس
- حضارتنا
- الثقافة العربية